# Méryll Boulangeat
Méryll Boulangeat (Chambéry, 6 de septiembre de 1986) es una deportista francesa que compitió en esquí acrobático, especialista en la prueba de campo a través.
Ganó dos medallas en el Campeonato Mundial de Esquí Acrobático, plata en 2007 y bronce en 2009. Adicionalmente, consiguió una medalla de bronce en los X Games de Invierno.

## Medallero internacional
| Campeonato Mundial | Campeonato Mundial            | Campeonato Mundial | Campeonato Mundial |
| Año                | Lugar                         | Medalla            | Prueba             |
| ------------------ | ----------------------------- | ------------------ | ------------------ |
| 2007               | Madonna di Campiglio (Italia) | Medalla de plata   | Campo a través     |
| 2009               | Inawashiro (Japón)            | Medalla de bronce  | Campo a través     |

| X Games de Invierno | X Games de Invierno    | X Games de Invierno | X Games de Invierno |
| Año                 | Lugar                  | Medalla             | Prueba              |
| ------------------- | ---------------------- | ------------------- | ------------------- |
| 2007                | Aspen (Estados Unidos) | Medalla de bronce   | Campo a través      |